# زبرجوشناسی

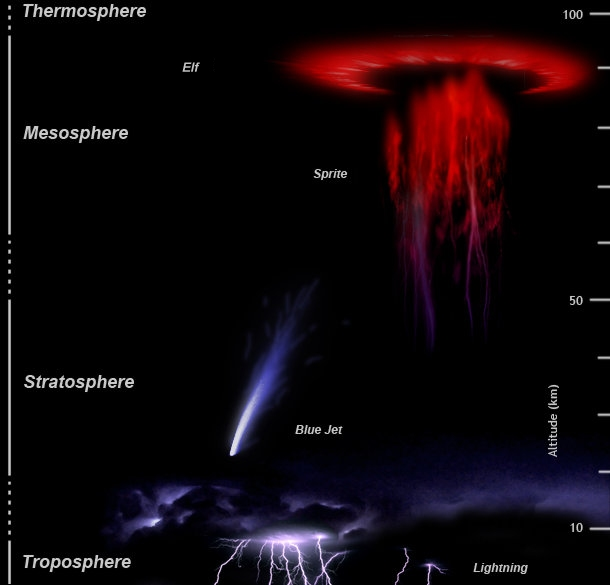
نمایی از بازنمایی پدیده‌های آذرخش و دشارژ الکتریکی بالای اتمسفر

زبرجوشناسی یا آیرونومی (انگلیسی: Aeronomy) مطالعهٔ لایه‌های بالاتر جوی است که در آن‌ها تجزیه و یونش، امر مهمی است.